# Água Rasa
Água Rasa est un district de la municipalité de São Paulo, au Brésil. Il appartient à la fois au soi-disant Centre élargi, du côté ouest de l'avenue Salim Farah Maluf, et à la Zone 4 (est), à l'est de la même voie. Le district, dont le nom signifie Eau peu profonde, a été nommé d'après le ruisseau Tatuapé.

## Toponyme
C'est le ruisseau Tatuapé, dont le lit était extrêmement peu profond, qui a donné son nom à Água Rasa. À la fin des années 1980, l'avenue Salim Farah Maluf sera construite sur ce cours d'eau,.

## Histoire
Le district est né d'une ferme qui appartenait à João Mariano, vendue au Père Diogo Feijó, l'une des figures les plus importantes de l'Empire. La transaction eut lieu en 1829. Feijó a baptisé le quartier Chácara Paraíso et aujourd'hui la maison du prêtre, classée propriété classée, se trouve dans le quartier voisin de Jardim Anália Franco, sur l'avenue qui porte aujourd'hui le nom de son célèbre propriétaire.

## Caractéristiques
Administrativement, Água Rasa fait partie de la sous-préfecture de Mooca. Au recensement de 2000, elle avait une population de 81 070 habitants.
Il a 6,9 km2 de surface et est divisé par quelques grandes et larges avenues, telles que Salim Farah Maluf, Sapopemba, avenue Regente Feijó et avenue Vereador Abel Ferreira, faisant perdre dans une large mesure la notion de continuité physique du quartier.
Le profil urbain du quartier est raisonnablement homogène, tant commercial que résidentiel. Cependant, la plupart des commerces sont situés dans les grandes avenues de la région, laissant la plupart des lots existants entre ces avenues, en zones résidentielles. Le quartier présente un certain degré de verticalisation dans les quartiers Água Rasa, Alto da Mooca et Vila Regente Feijó, quartiers adjacents respectivement aux quartiers Mooca et Tatuapé, avec des copropriétés de moyen et haut de gamme, malgré la prédominance des maisons bourgeoises et des maisons de ville. Il n'y a pas de bidonvilles dans le district.
Dans le quartier de Quarta Parada, adjacent aux quartiers de Mooca, Belém et Tatuapé, se trouve le Cimetière de Quarta Parada.
C'est dans le quartier que se trouve le siège du Sítio do Capão, construit en pisé et pilon, et une maçonnerie en brique datant du XVIIIe siècle. C'était l'une des résidences du Père Feijó. Il a été classé par le Conseil pour la défense du patrimoine historique, artistique, archéologique et touristique de l'État de São Paulo (Condephaat) en 1984.

## Limites
- Nord : Rua Itamaracá, Avenue Álvaro Ramos, Rua Florindo Braz, Avenue Salim Farah Maluf, Rua Demétrio Ribeiro, Praça Ituzaingó, Rua Barão do Cerro Largo, Rua Bento Gonçalves.
- Est : Praça 20 de Janeiro, Rua da Meação, Rua Guandu, Avenue Vereador Abel Ferreira, Rua Miranda Jordão, Avenue Sapopemba, Rua Antônio Gomes.
- Sud : Avenue Vila Ema.
- Ouest : Rua do Oratório, Rua Fernando Falcão.

## Districts limitrophes
- Belém et Tatuapé (Nord).
- Vila Formosa (Est)
- São Lucas (Sud-est).
- Vila Prudente (Sud, Sud-ouest).
- Mooca (Ouest).

## Quartiers
- Água Rasa
- Alto da Mooca (partie)
- Chácara Mafalda
- Chácara Paraíso
- Jardim Guanabara
- Jardim Haddad (partie)
- Jardim Itália
- Jardim Silveira (partie)
- Parque Sevilha
- Vila Bertioga
- Vila Canero
- Vila Celeste
- Vila Cláudia
- Vila Clotilde
- Vila Diva
- Vila Graciosa
- Vila Invernada
- Vila Leme
- Vila Libanesa
- Vila Lucia Elvira
- Vila Oratório
- Vila Paulina
- Vila Regente Feijó
- Vila Rio Branco
- Vila Santa Clara

## Tourisme
- Shopping Anália Franco
- Maison du régent Feijó

## Métro de São Paulo
Selon le projet Expansão SP, le quartier sera desservi par la ligne 2 - Verte du métro de São Paulo, avec la future station Santa Clara,.

## Curiosités
Le siège du site de Capão est situé à Água Rasa, une construction en pisé et pilon et maçonnerie en briques datant du XVIIIe siècle. Aujourd'hui, il fait partie du patrimoine de l'Associação Lar Anália Franco et est classé par le Conseil pour la défense du patrimoine historique, artistique, archéologique et touristique de l'État de São Paulo (Condephaat) depuis 1984.
Le père Feijó a donné son nom à un petit quartier du district d'Água Rasa.
Le livre Guia dos Curiosos révèle que l'avenue Sapopemba, située dans la zone Est de la ville de São Paulo, est considérée comme la plus longue du Brésil. Elle fait 45 kilomètres de long, dont 42 kilomètres de cette extension sont situés dans la municipalité de São Paulo, joignant le district d'Água Rasa à la municipalité de Ribeirão Pires.